# Волино-Подільська височина
Волино-Подільська височина — височина, розташована на заході України, в межах Волинської, Рівненської, Львівської, Тернопільської, Хмельницької, Вінницької та (частково) Одеської областей. Поділяється на Волинську та Подільську височини.

## Основні параметри
На півночі  межує з Поліською низиною, на півдні — з Причорноморською низиною, на заході долиною Дністра відмежована від Передкарпаття, на сході прилягає до Придніпровської височини. 
Волино-Подільська височина в структурному відношенні пов'язана з західним схилом Українського щита, Волино-Подільською плитою, Галицько-Волинською синеклізою. Докембрійський кристалічний фундамент височини нахилений в західному напрямі та переважно перекритий значною товщею осадових відкладень. Серед поверхневих антропогенових осадів, що покривають майже всю височину, переважають пісок та лесоподібні суглинки. 
Волино-Подільська височина — найбільш піднята та розчленована частина рівнинних просторів України. За характером такої розчленованості її ділять на Волинську височину та Подільську височину, які розділяє Буго-Стирська низька рівнина — Мале Полісся. Волинська височина займає північно-західну частину Волино-Подільської височини. Волинська височина — слабохвиляста рівнина заввишки 200—300 м, поверхня її знижується з півдня на північ, у цьому ж напрямі течуть і основні річки — Західний Буг та притоки Прип'яті (Турія, Стир, Горинь). Для Волинської височини характерний увалистий та увалисто-балковий рельєф. У південно-східній частині височини здіймається Мізоцький кряж (висота до 342 м). 

## Особливості рельєфу
Трапляються також карстові форми рельєфу (вирви, западини). Карстові западини переважно заповнені водою та є невеликими озерами. Подільська височина відрізняється більшою висотою та розчленованістю. Висота значної її частини перевищує 300 м, а в найбільш піднятій північно-західній частині (Опілля) становить 350—400 м. Найвища точка Подільської височини — гора Камула, 471 м. (на південний схід від Львова). Поверхня височини нахилена на південь та південний схід, південна її частина густо розчленована численними лівими притоками Дністра. Глибина річкових долин зростає вниз за течією і становить в пониззі 150—200 м. Течія швидка, в руслах багато порогів та водоспадів. 
Різноманітність рельєфу Подільської височини надають вузькі кряжі — Товтри або Медобори, які є залишками вапнякових рифів неогенових морів. Вони підіймаються над навколишньою місцевістю на 50—65 м, іноді створюють ізольовані пагорби. В неогенових відкладах придністровської частини височини розповсюджені карстові печери, в тому числі одна з найвідоміших — Кришталева печера. Крайня північно-західна частина Подільської височини, відома під назвою Гологоро-Кременецького кряжу, внаслідок інтенсивного ерозійного розмиву набула вигляду столоподібних масивів, розчленованих річковими долинами, балками та ярами. Серед них виділяють Гологори (висота до 471 м), Вороняки (висота до 436 м), Кременецькі гори (до 408 м).